# Лединське Крниці
Лединске Крнице (словен. Ledinske Krnice) — поселення в горах на схід від c. Сподня Ідрія, в общині Ідрія, Регіон Горишка, Словенія. Висота над рівнем моря: 785,9 м.